# Jean Descola
Pour les articles homonymes, voir Descola.
Jean Descola, né le 12 avril 1909 à Paris et mort le 12 septembre 1981 dans la même ville, est un hispaniste, historien et écrivain français.

## Biographie
Fils d'un médecin ariégeois, Jean Descola naît à Paris le 12 avril 1909 puis grandit en Ariège.
Il passe l'agrégation d'espagnol et fait, parallèlement, une carrière d'enseignant à l'Institut catholique de Paris et de journaliste. Il fut également directeur des Éditions Robert Laffont.
Il laisse une œuvre presque entièrement consacrée à la culture et l'histoire espagnole et sud-américaine, qui fait encore référence, tant en Espagne qu'en France.
Jean Descola meurt à Paris le 12 septembre 1981.

## Publications
- 1951 : Histoire de l'Espagne chrétienne, Robert Laffont (Prix Thiers de l'Académie française en 1952)
- 1954 : Les conquistadors. La découverte et la conquête de l'Amérique latine, Fayard
- 1956 : Quand les jésuites sont au pouvoir, Cahiers missionnaires n°1, Fayard
- 1957 : Les libertadors: l'émancipation de l'Amérique latine, Fayard
- 1959 : Histoire d'Espagne, Fayard [plusieurs rééditions mises à jour jusqu'en 1979]
- 1962 : La vie quotidienne au Pérou, au temps des Espagnols, Hachette
- 1966 : Histoire littéraire de l'Espagne, de Sénèque à Garcia Lorca, Fayard
- 1970 : Les grandes heures de l'Espagne, Perrin
- 1971 : La vie quotidienne en Espagne au temps de Carmen, Hachette
- 1978 : Le Mexique, Larousse
- 1979 : Les illuminations de frère Santiago, Albin Michel